# Мезимица
Мезимица (порт. A favorita) бразилска је теленовела, продукцијске куће Реде Глобо, снимана 2008.
У Србији је приказивана 2012. на Радио-телевизије Војводине.

## Синопсис
Донатела и Флора - две пријатељице које су постале супарнице. Једна од њих починила је убиство, а глуми невиност. Две верзије исте приче. Ко после свега говори истину? Донатела или Флора?
Донатела и Флора одрасле су заједно. Донатела је изгубила родитеље у саобраћајној несрећи, па ју је Флорина породица усвојила. Током детињства, биле су најбоље пријатељице, а основале су и бенд Варница и Фитиљ (Faísca e Espoleta). То партнерство донело је велики успех, али њихова каријера бива прекинута кад упознају двојицу пријатеља - Марсела и Додија. Донатела се удаје за Марсела, богатог наследника успешне корпорације, док Флора постаје супруга бескрупулозног Додија, који је радио за Марселовог оца.
Међутим, Донателина и Марселова срећа није трајала дуго. Њихов шестомесечни син Матеус киднапован је и више га никада нису видели. Од тада, размирице међу супружницима постају све веће. У међувремену, Флора оставља Додија и упушта се у страсну авантуру са Марселом. Рађа му кћерку Лару, што погоршава односе између њега и супруге, али и између две некадашње пријатељице.
У тренутку када је Донателино и Флорино пријатељство било у огромној кризи, Марсело бива убијен. Неко је у њега пуцао три пута, а према речима сведока, оружје којим је усмрћен било је код Флоре. Она је ухапшена и осуђена на осамнаест година затвора. Упркос томе што је кивна на Флору, Донатела узима Лару и одгаја је као да јој је права мајка.
Осамнаест година касније, Флора излази из затвора и покушава да докаже своју невиност, оптужујући Донателу за убиство. Донатела страхује да би Флора могла да јој узме Лару, која се сада налази између две жене, некадашње пријатељице. И док Флора на све начине покушава да врати кћерку, Донатела ће учинити све да је у томе спречи…

## Улоге
| Глумац:           | Улога:                                       |
| ----------------- | -------------------------------------------- |
| Клаудија Раја     | Донатела Фонтини                             |
| Патрисија Пилар   | Флора Перејра де Силва                       |
| Мурило Бенисио    | Едуардо Жентил Доди                          |
| Маријана Шименес  | Лара Перејра Фонтини                         |
| Мауро Мендоса     | Гонсало Фонтини                              |
| Глорија Мензес    | Ирене Фонтини                                |
| Кармо Дала Вечија | Хосе Роберто Дуарте Зе Боб                   |
| Таис Араухо       | Алисија Роса                                 |
| Кауа Рејмонд      | Халеј Гонсага де Силвејра Матео Фонтини      |
| Дебора Секо       | Марија де Сеу Ферејра де Силва Памела Кејроз |
| Тијаго Родригез   | Касијано Копола Мендоса                      |
| Али Фонтоура      | Франциско Силвејра Силвејриња                |
| Тарсио Мејра      | Федерико Копола                              |
| Лилија Кабрал     | Катарина Копола Монтејро                     |
| Жозе Мајер        | Аугусто Сезар Родригез                       |
| Елена Раналди     | Деџина Барето                                |
| Малвино Салвадор  | Дамијао Салвадор                             |
| Жулијана Паес     | Мајра Карваљо                                |
| Елизанжела        | Жузлијене Марија Гонсага Сампајо Силене      |
| Жулија Гам        | Дива Паљарес / Розана Коста                  |
| Кристин Фернандес | Рита Порто                                   |
| Клаудија Охана    | Сида                                         |
| Анхела Виејра     | Арлете Салвадор                              |
| Милтон Гонсалвес  | Ромилдо Роса                                 |
| Шико Дијаз        | Атила Мендоса                                |